# Frank Kleber
Frank Kleber (né le 11 février 1981 à Gräfelfing) est un skeletoneur allemand actif de 2000 à 2007 en équipe nationale. Il est double médaillé aux Championnats du monde de skeleton avec l'or en 2007 par équipes mixtes et le bronze en individuel en 2003.
Il a terminé onzième de la compétition individuelle des Jeux olympiques d'hiver de 2002 à Salt Lake City.
Kleber a obtenu son meilleur classement en Coupe du monde lors de la saison 2003-2004, et est monté à deux reprises en carrière sur le podium à Sigulda.

## Palmarès

### Jeux olympiques d'hiver
- Meilleur résultat : 11e en 2002.

### Championnats du monde
- Individuel :
  -  Médaille de bronze en individuel : en 2003.
- Mixte :
  -  Médaille d'or par équipes mixtes : en 2007.

### Championnats d'Europe
- Médaille d'argent : en 2005.
- Médaille de bronze : en 2004.

### Coupe du monde
- Meilleur classement général : 3e en 2004.
- 2 podiums : 2 deuxièmes places.

### Championnats du monde juniors
- Médaille d'or en 2003.